# Greatest Hits (Alice in Chains)
Greatest Hits è una raccolta dei brani di successo del gruppo musicale di genere grunge degli Alice in Chains, pubblicato dall'etichetta discografica Columbia Records il 24 luglio 2001.

## Tracce
1. Man in the Box (Staley) – 4:47
2. Them Bones (Cantrell) – 2:30
3. Rooster (Cantrell) – 6:15
4. Angry Chair (Staley) – 4:48
5. Would? (Cantrell) – 3:28
6. No Excuses (Cantrell) – 4:15
7. I Stay Away (Staley) – 4:14
8. Grind (Cantrell) – 4:46
9. Heaven Beside You (Cantrell, Inez) – 5:29
10. Again (Staley) – 4:35